# Boarmia mollisata
Boarmia mollisata är en fjärilsart som beskrevs av Walker 1862. Boarmia mollisata ingår i släktet Boarmia och familjen mätare. Inga underarter finns listade i Catalogue of Life.